# 郝玼
郝 玼（かく し、生没年不詳）は、唐代中期の軍人。

## 経歴
涇原の戍将として身を立てた。貞元年間、臨涇鎮将となった。勇敢にして匹敵する者なく、その威名は周辺民族にまで伝わった。郝玼は臨涇の地を吐蕃の侵攻を防ぐ要衝とみなして、これを強化するよう涇原節度使の馬璘に進言したが、馬璘は聞き入れなかった。段佐が涇原節度使となると、郝玼の意見は聞き入れられた。元和3年（808年）、臨涇県の築城を請願し、朝廷に聞き入れられた。原州の州治は臨涇県に移されると、郝玼は刺史としてここに駐屯した。これより以降、吐蕃の侵攻があっても臨涇県を越えないようになった。
郝玼は西北辺境にあること30年、戦うたびに吐蕃の捕虜を得て、必ず腹をえぐってその遺体を返したので、吐蕃の人々に神のように恐れられた。吐蕃のツェンポのティデ・ソンツェンは郝玼の生け捕りにその身体と同量の賞金をかけた。元和13年（818年）、郝玼は検校左散騎常侍・渭州刺史・御史大夫となり、涇原行営節度・平涼鎮遏都知兵馬使をつとめ、保定郡王に封じられた。元和15年（820年）、慶州刺史に転じた。のちに寿命で死去した。

## 伝記資料
- 『旧唐書』巻152 列伝第102
- 『新唐書』巻170 列伝第95